# Käsrinne bei Heidenheim
Koordinaten: 49° 2′ 1″ N, 10° 43′ 53″ O

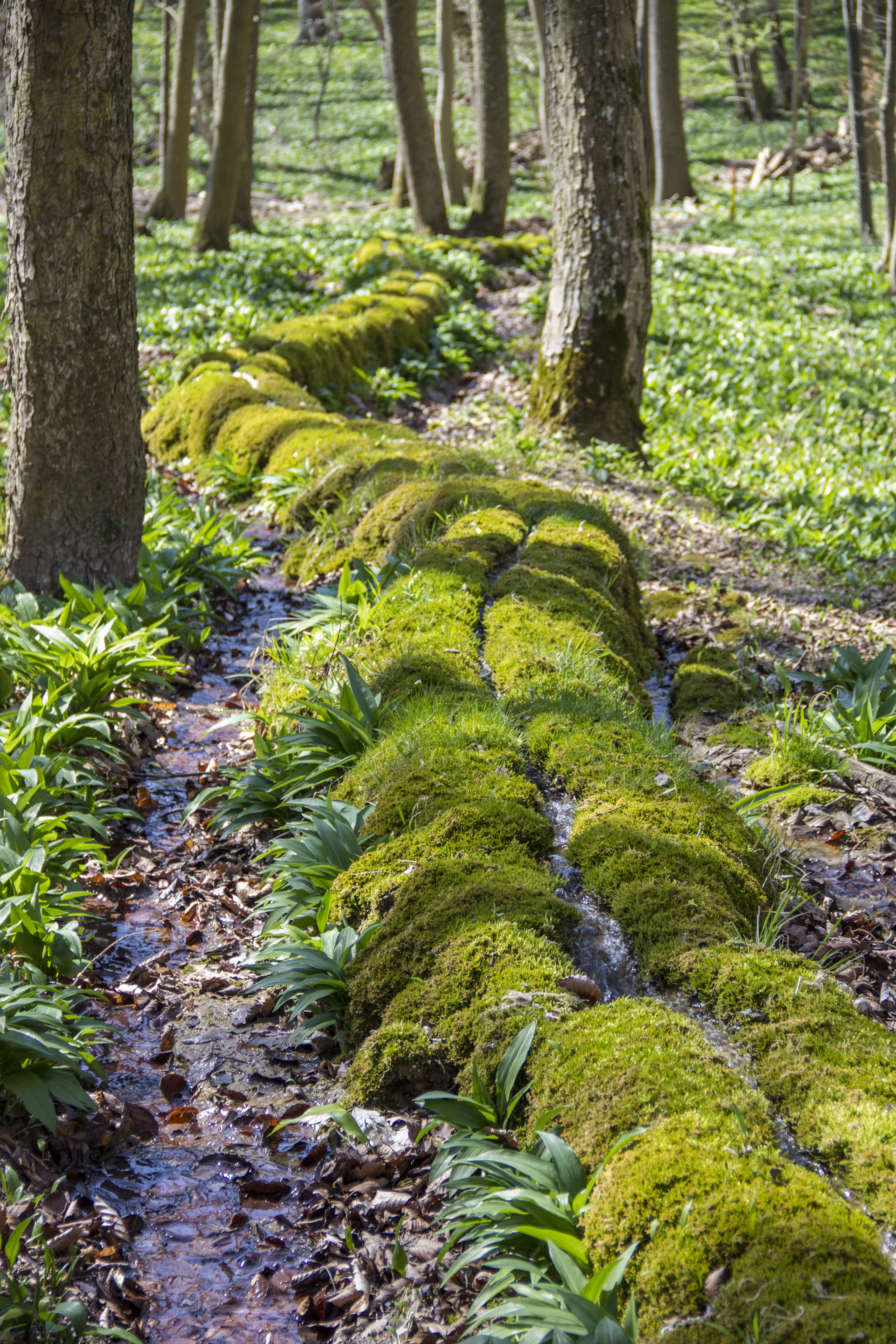
Käsrinne

Die Käsrinne bei Heidenheim ist eine Kalktuffrinne nahe Heidenheim im mittelfränkischen Landkreis Weißenburg-Gunzenhausen in Bayern.

## Lage
Die Käsrinne liegt etwa 2,2 km nordwestlich von Heidenheim am Westhang des Gelben Berges.

## Beschreibung
Diese Steinerne Rinne ist eine etwa 150 Meter lange und bis zu 40 Zentimeter hohe moosbewachsene Kalktuffrinne, deren Breite an der Oberkante bis zu 30 Zentimeter beträgt. Damit ist sie längste Steinerne Rinne in der Fränkischen Alb. Im flacher werdenden Unterhang wird sie niedriger und schmäler.
Das Wasser entspringt zwei kleineren Fließquellen, die sich bald zu einem gemeinsamen Bachlauf vereinigen. Der flache Bachlauf mäandert und erreicht erst nach etwa 50 Metern die eigentliche Steinerne Rinne. Auf seinem Weg dorthin hat er einige kleinere Sinterbecken gebildet.
Das durch den Kalk käsig getrübte Wasser gab ihr den Namen Käsrinne und sie wurde im 15. Jahrhundert erstmals schriftlich erwähnt. Die natürliche Entwicklung der Rinne wurde durch Versuche das Wachstum zu beschleunigen, teilweise nachhaltig gestört.
Das Areal ist vom Bayerischen Landesamt für Umwelt als Geotop 577R018 ausgewiesen.
Siehe auch die Liste der Steinernen Rinnen in Bayern.

## Entstehung
Kalktuffe kommen in verschiedenen morphologischen Formen als große Tufflager, Sinterterrassen, Tuffkaskaden oder wie hier als Kalktuffrinnen vor. Solche Rinnen sind stets an Quellen gebunden, deren Wasser einen besonders hohen Kalkgehalt aufweist. Kleine, aber konstant fließende Quellen lassen unter günstigen Umständen solche Steinernen Rinnen entstehen.
Das Grundwasser kann hier aufgrund der darunterliegenden wasserstauenden Schicht des Ornatentons nicht tiefer versickern und wird seitlich zum Quellaustritt geleitet.
Die Wassertemperatur an der Quelle schwankt um die 8 Grad. Am Quellaustritt erfährt das Wasser eine Druckentlastung, eine Durchmischung mit der Luft und gleichzeitig eine Änderung in der Umgebungstemperatur. Das im Wasser gelöste Kohlendioxid entweicht dabei zum Teil, wodurch Kalk aus dem Wasser ausfällt, der sich, begünstigt von Moosen und anderen Pflanzenteilen, am Rinnenboden absetzt. Bestimmte Algen sind in der Lage, den im Wasser gelösten Kalk auszufällen. Die verästelten Moose fangen dann den ausgefällten Kalk auf. Algen und Moose bewirken so auf der zunächst ebenen Sinterfläche das nach oben gerichtete Wachstum der Steinernen Rinne. Die Moose finden ihren günstigsten Lebensraum am Rande des Bachbettes in einer feuchten und kalkhaltigen Umgebung. Um immer genügend Sonnenlicht für ihr Wachstum zu bekommen, müssen sie stets nach oben oder zur Seite aus der von der Kalkfällungen hervorgerufene Verkrustung herauswachsen. Die Algen leben hingegen bevorzugt auf dem Grund der Fließrinne; der durch sie abgesetzte feste Kalk dichtet die Rinne nach unten und zur Seite hin ab. So sorgen sie für eine Kanalisierung des Wasserlaufes. Solange die Wasserzufuhr zwischen der Quelle und der Steinernen Rinne nicht unterbrochen wird, wächst sie ständig höher, jedes Jahr um wenige Millimeter.

## Zugang
Die Käsrinne ist ganzjährig frei zugänglich. Folgend dem Quellenwanderweg ist die Quelle zu Fuß oder Fahrrad über Forststraßen und Waldwege gut erreichbar. Die Rinne selbst liegt im Wald und es führt kein Weg an ihr entlang.
Die empfindlichen porösen Tuffkalke dürfen nicht betreten oder zerstört werden. Vor allem darf die Rinne nicht aufgestaut und die Ränder dürfen nicht ausgebrochen werden. Der Wuchs des porösen Kalktuffs würde dadurch nachhaltig verändert, der Lauf der feinen Rinne beeinträchtigt und das weitere natürliche Wachstum empfindlich gestört. Verlässt das Wasser nämlich an irgendeiner Stelle die Rinne, so fällt sie im weiteren Lauf trocken, und es wird sehr lange dauern, bis auf dem neuen Weg des Wassers eine neue entstanden ist.

## Bilder

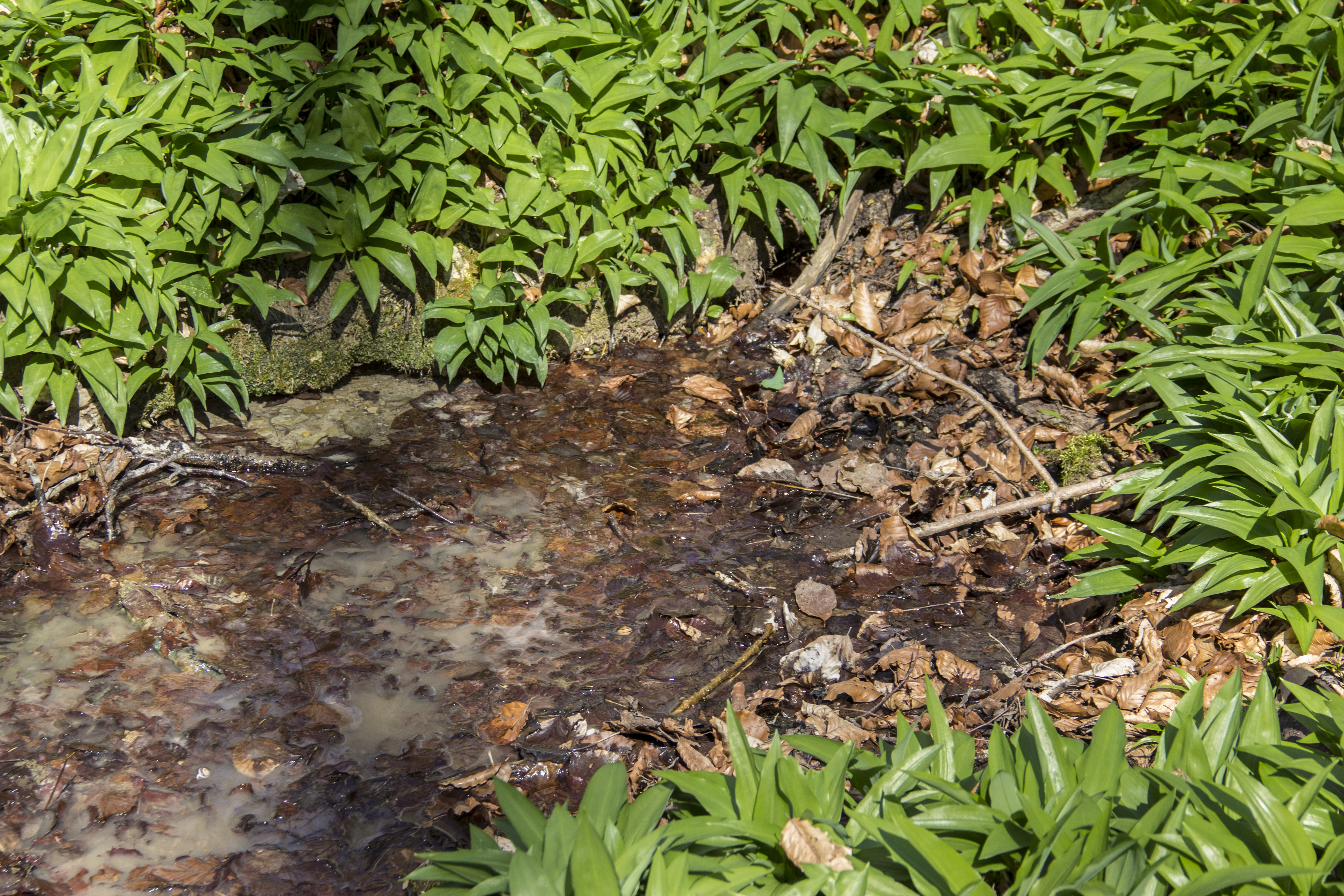
Südliche Quelle
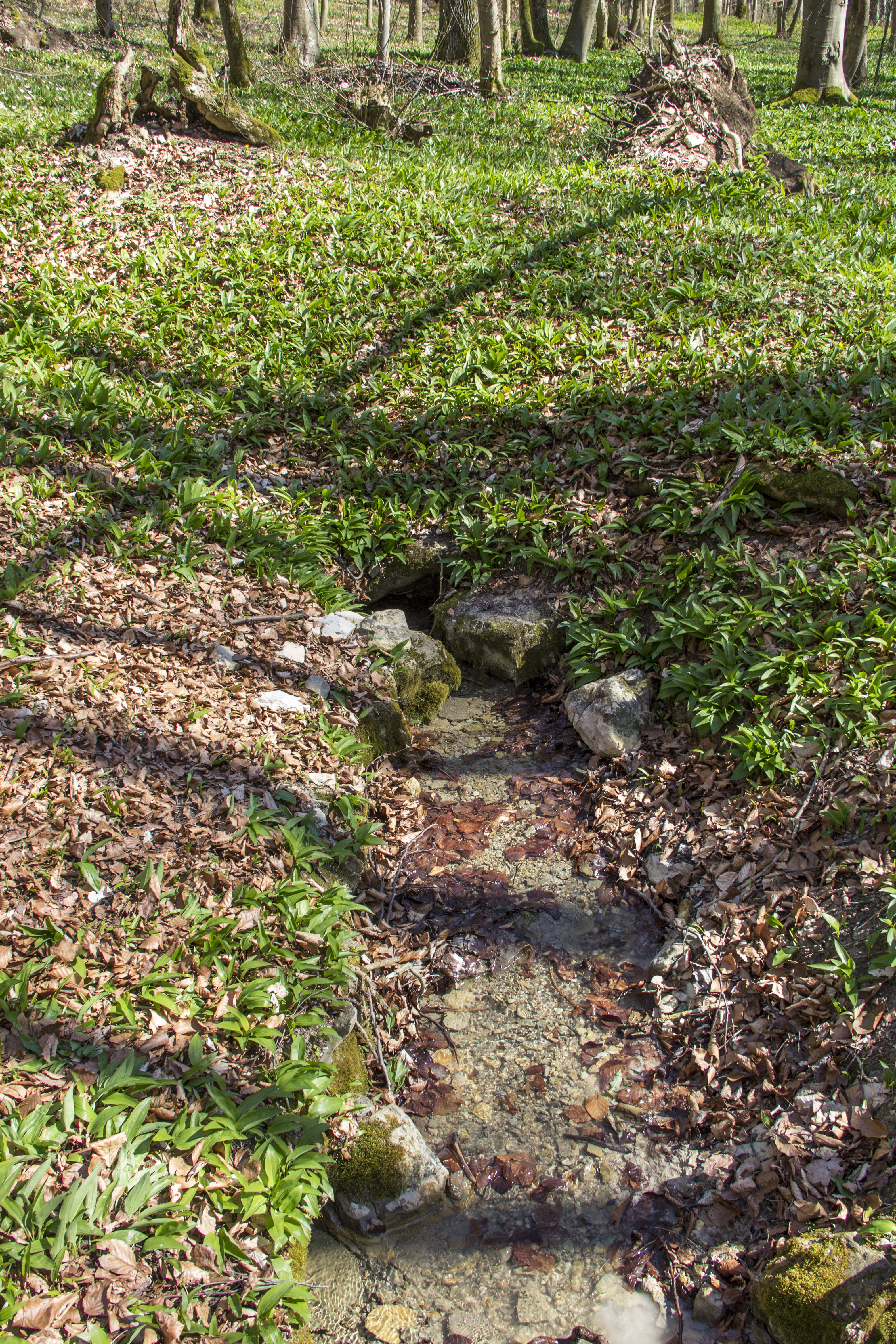
Nördliche Quelle
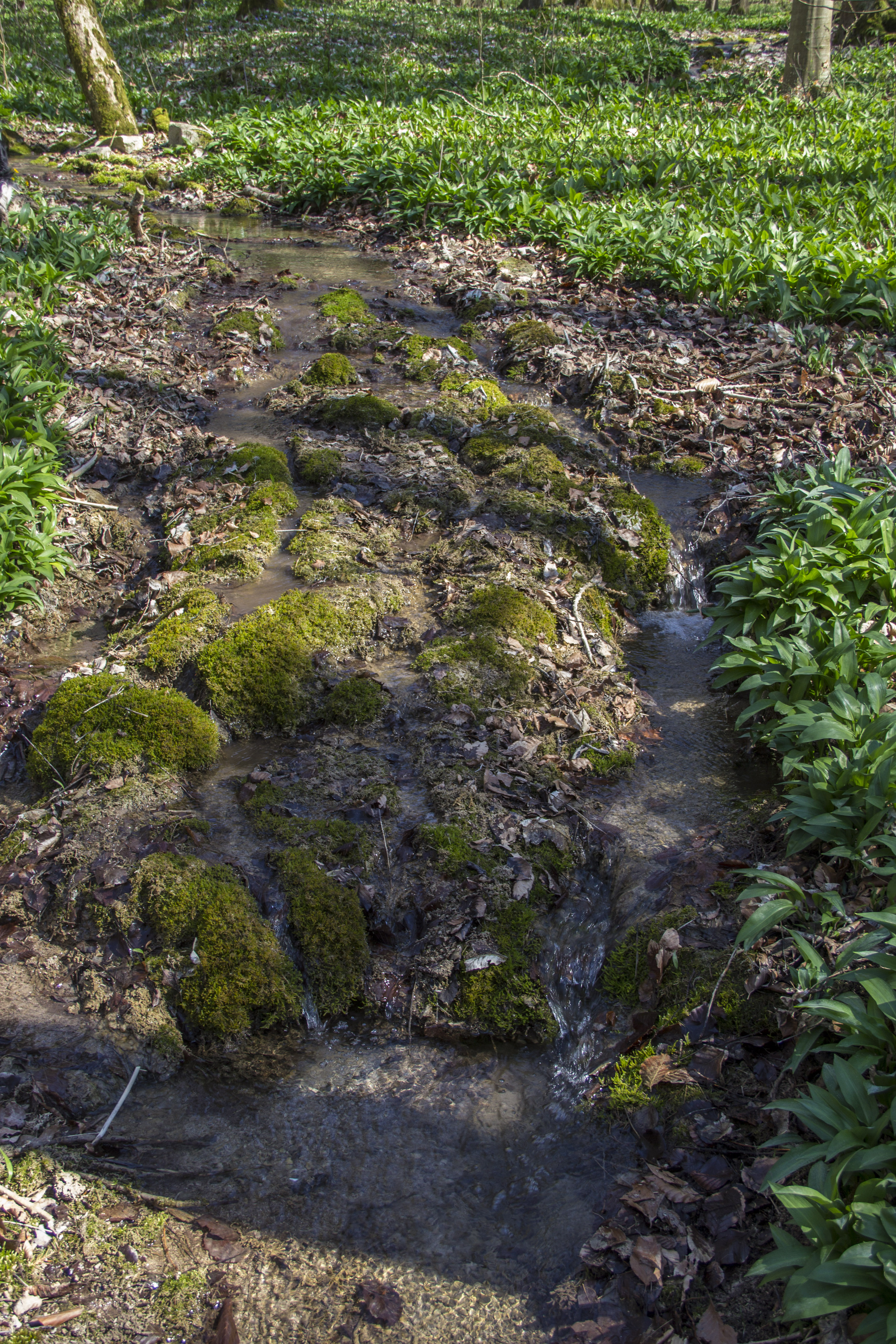
Sinter- terrasse im oberen Bachlauf
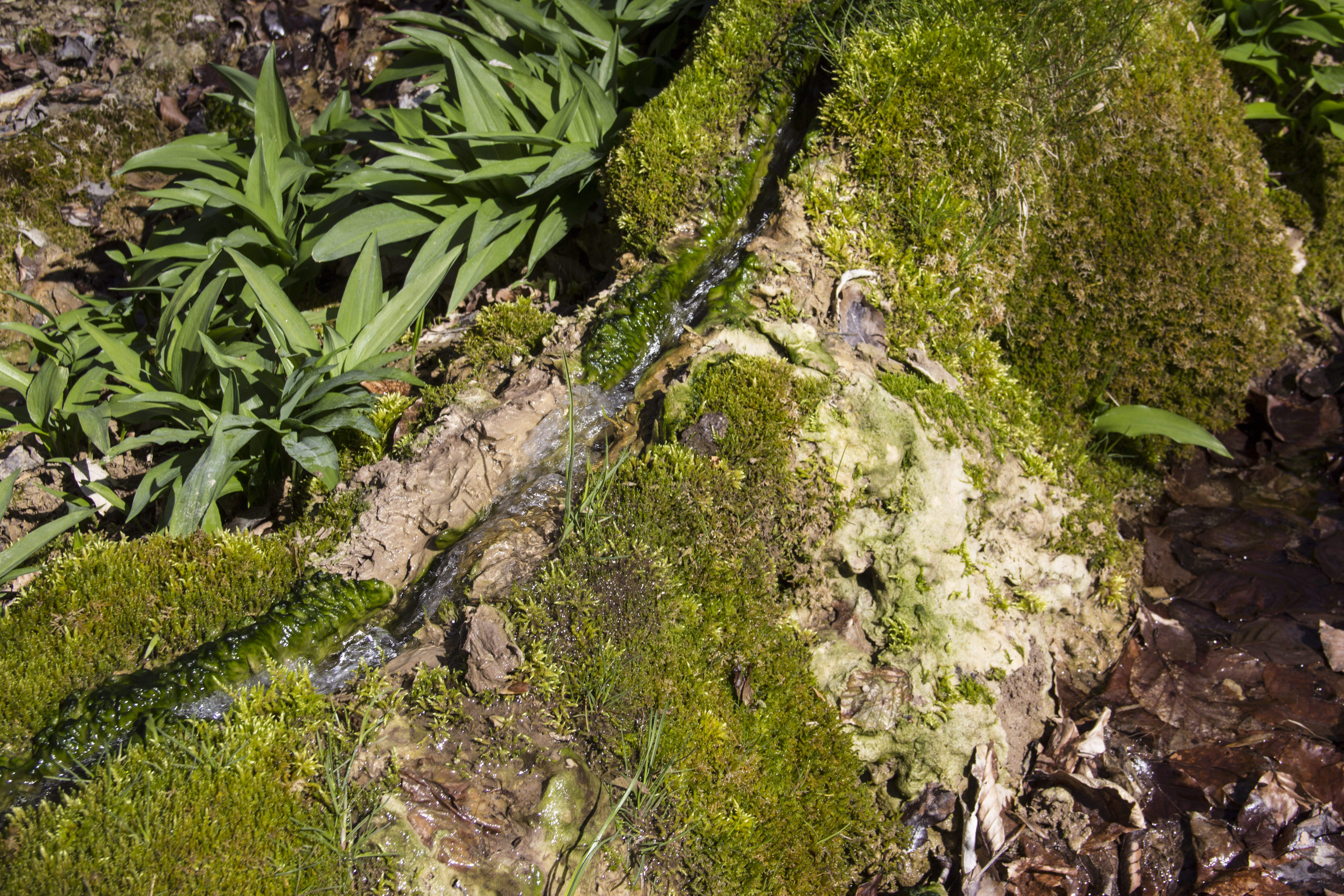
Eine „käsige“ Stelle
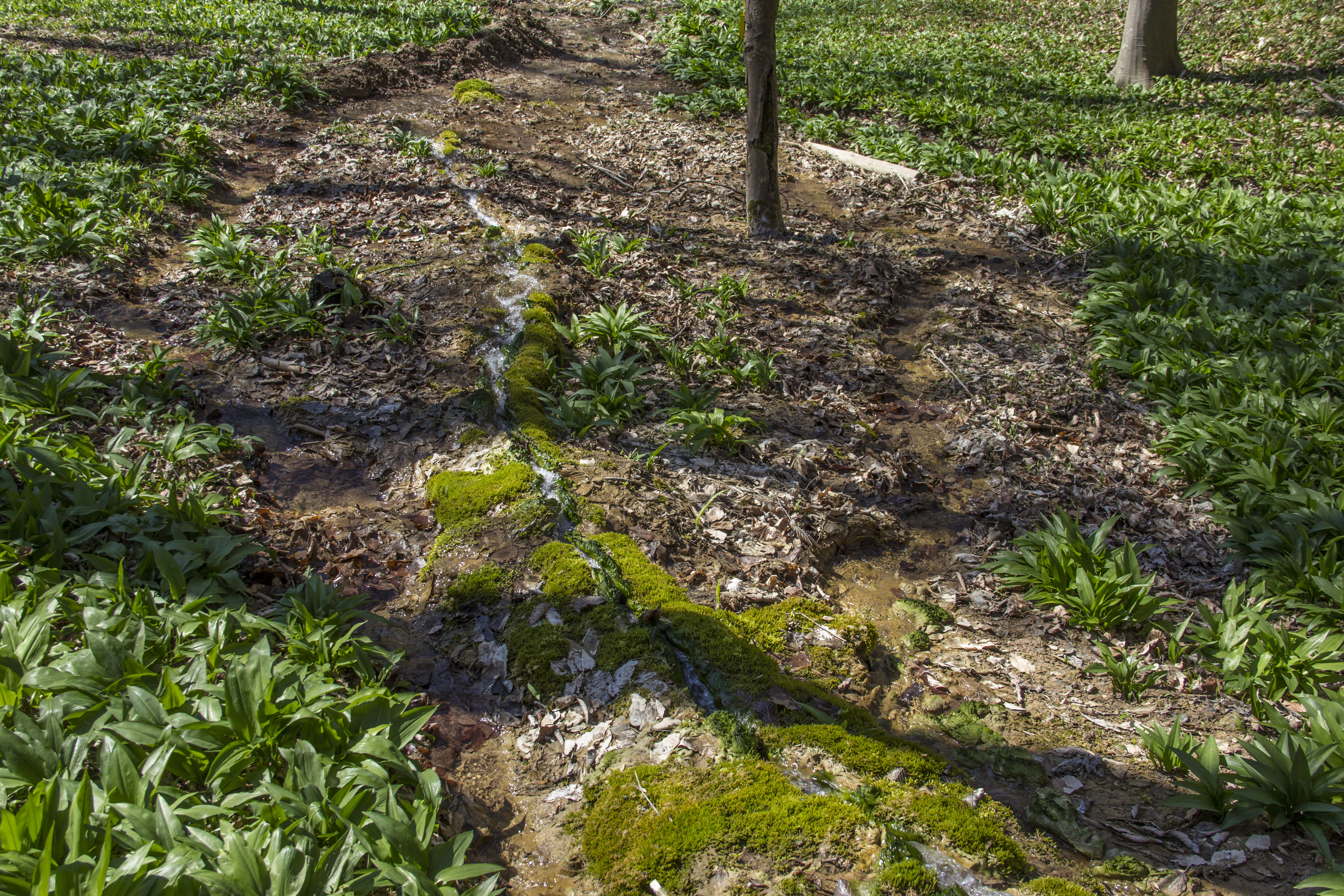
Auslauf der Rinne
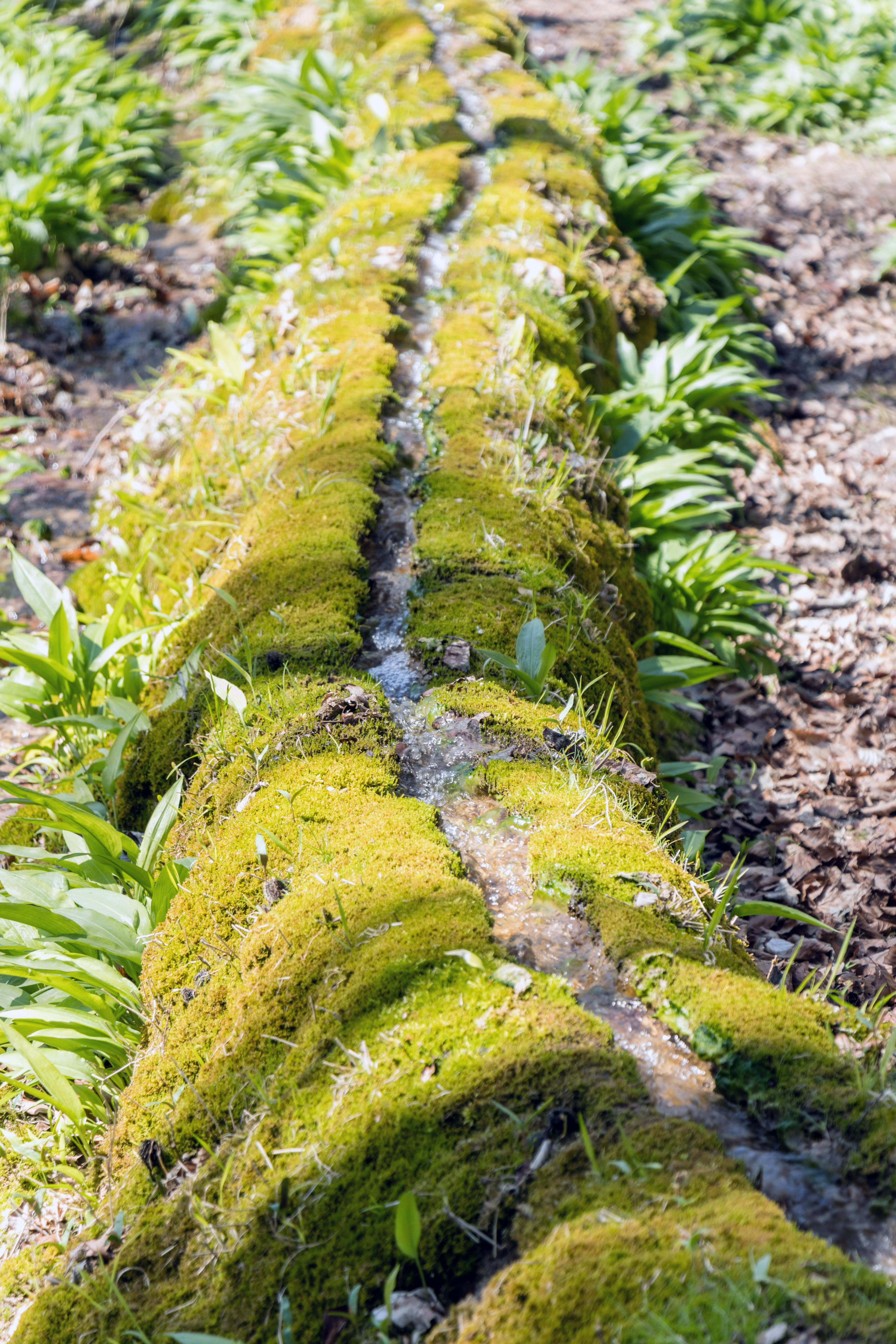
Käsrinne 2021